# La Trinchera (cómic)
La Trinchera es el nombre que se aplica tanto a un reino ficticio, como a sus habitantes como grupo, que escapó de la destrucción de Atlantis en DC Comics.
La Trinchera aparece en la película de DC Extended Universe, Aquaman (2018). 

## Historial de publicaciones
La Trinchera apareció por primera vez en Aquaman (vol. 7) # 1 (noviembre de 2011) y fue creado por Geoff Johns. En septiembre de 2011, The New 52 había reiniciado la continuidad de DC. Johns introdujo la Trinchera en esta nueva línea de tiempo, convirtiéndose en antagonistas de la serie Aquaman.

## Biografía ficticia
La Trinchera es una raza de criaturas viciosas, caníbales y que habitan el océano que surgieron de sus dominios, debajo del fondo del océano en busca de comida y devoraron todo lo que se cruzó en su camino. Con su primer ataque, demuestran una completa falta de empatía, confiando solo en el instinto primordial para alimentarse, incluso comiéndose a sus propios hermanos asesinados. Todas las criaturas parecen ser similares con la excepción de un miembro alfa de la raza. Cuando ese miembro alfa marca su comida, los demás retroceden. Después de masacrar un barco y una comunidad pesquera local, la policía llama a Aquaman y Mera para que ayuden a investigar. Los buzos de la policía finalmente encuentran lo que parece ser un capullo en el agua, que contiene muchas criaturas de la Fosa. Mientras lucha contra los ataques de las criaturas, el alfa marca a Aquaman como alimento para llevar de regreso al fondo del océano.
Aquaman lucha ferozmente contra el alfa mientras Mera detiene al resto. El alfa pide un retiro con su comida capturada mientras se sumergen de nuevo en las profundidades. Aquaman lleva a uno de sus caídos para ser examinado más a fondo. Mera y Arthur se sumergen en la trinchera para salvar a la gente del pueblo. Descubren una nave atlante estrellada que había sido atacada por las criaturas. También encuentran que el engendro de las criaturas de la trinchera está enfermo y moribundo. Arthur y Mera luego descubren la sala del trono / cámara de cría donde están la Reina y su Rey alfa. Las criaturas de la Trinchera solo estaban tratando de reunir suficiente comida para los hijos de su Reina. Aquaman arranca el techo de la cueva que contiene a los habitantes del pueblo y se dirige a la superficie. La trinchera, su rey y su reina los siguen mientras Arthur desencadena una reacción volcánica con su tridente.

### Trono de Atlantis
Durante la batalla entre Atlantis y la ciudad de Gotham en la superficie, The Trench fue liberado de su prisión submarina por un jugador desconocido para ser utilizado contra ambos bandos en la guerra de los dos mundos. Arthur había estado investigando la participación con respecto al Cetro del Rey Muerto que había intentado interceptar durante un intercambio entre Black Manta y un misterioso convoy Atlante que se escapó con él, solo para que La Trinchera luego atacara tanto el mundo de la superficie como los ejércitos de Atlantis en Orden de Vulko. El último de los cuales se reveló a sí mismo para haber comenzado todo el conflicto en primer lugar usando el cetro que compró de manta.
Que estaba usando para guiar a la última fuerza invasora contra Atlantis y el mundo en general como venganza, en parte contra Stephen Shin por sacar a Arthur de la notoriedad pública y contra la propia Atlantis por denunciarlo después de que Aquaman le legó el trono a su hermano menor Orm. Después de haber vencido al ex rey, la Liga de la Justicia le presentó un Vulko que cede a Arthur, quien voluntariamente le entregó a su tardío rey el cetro que usó para abrir a los habitantes de las profundidades para ayudarlo en su táctica y devolver a Aquaman al trono.
Pero después de escuchar todo esto, Arthur reprendió duramente a su ex consejero dándole un revés en una calle en ruinas completamente disgustado por la falta de abandono de Vulko en sus planes que costaron la vida a cientos de miles de personas. Con el cetro en la mano usándolo junto con sus propias capacidades psiónicas, Arthur ordenó volver a excavar en las profundidades del océano. Esperando su oportunidad de levantarse de nuevo.

### Tridente del Rey Muerto
Aquaman usa el Tridente del Rey Muerto para comandar la Trinchera y ayudarlo a luchar contra Xebel y el Rey Muerto, confiando en el hecho de que, si bien la reliquia en sí no los mueve directamente a la acción, sino que actúa como una huella instintiva relacionada con la subordinación subconsciente al primer monarca de dicho reino.
Aquaman pierde el control de la Trinchera cuando se destruye el Cetro del Rey Muerto. También se revela que la Trinchera es uno de los tres reinos supervivientes de la Vieja Atlántida junto con los Xebelianos y Atlánticos. Cuando Atlan hundió los siete reinos de la Atlántida en el océano, los sobrevivientes inicialmente creyeron que cuatro de los reinos fueron destruidos, y los otros tres sobrevivieron y se adaptaron a sus nuevas condiciones con el 90% de los atlantes muriendo por el evento. La Trinchera fue uno de los tres reinos sobrevivientes, una forma mutada de humanos que sobrevivieron a la destrucción de Atlan de su ciudad hace décadas, al mutar en monstruos.

### Planeta Lázaro
Durante la historia de "Planeta Lázaro", el intento de Batman de rescatar a su hijo Damian, a quien la inmortal Nezha le había lavado el cerebro, provocó que el Casco del Destino se rompiera durante la pelea y sus fragmentos cayeran en un Pozo de Lázaro en la isla. Esto provocó que el volcán de la isla entrara en erupción y esparciera Lazarus Resin por todo el mundo, provocando fenómenos climáticos extremos a nivel mundial y Lazarus Resin llovió del cielo, mutando a cualquiera que tocara. Un grupo de Trench sufrió una mutación, deshaciendo su transformación en bestias para parecerse físicamente a humanos normales o atlantes. Cuando también comenzaron a recuperar su inteligencia, algunos de ellos salieron del océano y llegaron a la tierra, lo que los puso nuevamente en conflicto con los humanos. Aquaman intervino antes de que la violencia pudiera escalar y se comprometió a reintegrar la Trinchera a la civilización.

## Poderes y habilidades
Los Trincheranos se han adaptado a la vida submarina como todos los reinos atlantes. Pueden generar luz bioluminiscente de sus cuerpos y escupir una sustancia química de la boca que causa parálisis. La Trinchera tiene dientes afilados y garras con punta de aguja que pueden cortar cualquier cosa.

## Fosa conocida
- Fosa Rey: El Rey de la Trinchera.[7] Asesinado por Amo del Océano.[8]
- Fosa Reina - La Reina de la Trinchera. Fue asesinada cuando Aquaman arrojó su tridente en la fisura volcánica debajo de ella.[9]
- Fosa Rey II - El segundo rey de la Trinchera que sucedió al primero después de su muerte.[10]
- Fosa Reina II - La segunda Reina de la Trinchera.[11]
- Shellestriah - La hija mitad-humana del segundo Rey de la Trinchera.[12]

## En otros medios

### Película
- La Trinchera aparece por primera vez en Justice League: Throne of Atlantis. Un grupo de ellos parece atacar a Arthur Curry y Mera, aunque el grupo muere. Más tarde se les ve arrojando a Mera, Aquaman y la Liga de la Justicia a la Trinchera Oscura. Algunos Trincheranos llegan al borde de Atlantis solo para ser recibidos por Aquaman y Mera.
- La Trinchera aparece en DC Super Hero Girls: Leyendas de Atlantis. La Sirena toma el mando de ellos tras encontrar el Libro de las Leyendas.
- La Trinchera aparece en la película de acción real de DC Extended Universe, Aquaman (2018). Esta versión de la especie es una de las tribus conocidas de Atlantis. En el pasado, Atlanna fue sacrificada a la Trinchera por tener un hijo mestizo, pero sobrevivió y escapó al Mar Oculto. Mientras se encuentran en una búsqueda para encontrar el Tridente perdido de Atlan en el presente, Aquaman y Mera son atacados por una legión de Trincheras, aunque los rechazan antes de llegar al Mar Oculto. Después de adquirir el tridente de Atlan, Aquaman lleva a la Trinchera a la batalla contra Orm y sus seguidores, una hazaña que antes se creía imposible.
  - En febrero de 2019, Warner Bros. anunció que se estaba desarrollando un spin-off de Aquaman "con tintes de terror" llamado The Trench. El director de Aquaman, James Wan, iba a producir, mientras que a Noah Gardner y Aidan Fitzgerald se les pidió que escribieran el guion. La película se habría centrado en los monstruos anfibios a los que se enfrentaron Aquaman y Mera en la película.[13] Sin embargo, la película fue cancelada en abril de 2021.[14]
- Una variación de la Trinchera aparece en la película animada Justice Society: World War II. Esta versión de la especie es de Tierra-2 y está controlada por Aquaman y el Asesor para ayudar a los nazis a destruir Nueva York. La Trinchera se enfrenta a la Sociedad de la Justicia de América en la batalla y mata a Hawkman antes de que Flash y Canario Negro destruyan a los monstruos a su vez.

### Videojuegos
- La Trinchera también tiene una pequeña aparición en el videojuego Injustice 2. En el final de Black Manta, un pequeño grupo de ellos se ve nadando hacia la nave de Brainiac cuando Black Manta dice que encontró un lugar donde la Atlántida sería olvidada para siempre.
- Un miembro de Trinchera aparece en Lego DC Super-Villains. Aparece como parte del DLC "Aquaman".